# 코룸바

마투그로수두술주에서 코룸바의 위치

코룸바(포르투갈어: Corumbá)는 브라질 중서부 마투그로수두술주에 있는 도시이다. 인구 112,058(2020). 마투그로수두술주 서부, 파라구아이강(파라과이강) 연안에 위치하며, 주도 캄푸그란지 북서쪽 425km 지점에 있다. 볼리비아 국경 부근에 위치하며, 시의 면적이 65,000 km2이나 된다. 파라나강을 통해 파라과이와 아르헨티나로 연결되는 배가 다니는 항구도시로 건설되었다. 최근 강 건너편 볼리비아와 연결되는 철도가 건설되면서 교통의 요지로 크게 성장하고 있다. 세계 최대의 습지인 판타날 습지가 부근에 있어 관광의 중심지로도 떠오르고 있다.